# Maurizio Vignola
Maurizio Antonio Vignola (Castelvetrano, 1964 – Genova, 2004) è stato un medico e pneumologo italiano.

## Vita e formazione
Studia medicina presso l'Università di Palermo, dove si laurea nel 1989. Nel 1993 si specializza in Pneumologia presso l'Istituto di Malattie dell'Apparato Respiratorio dell'Università di Palermo. Nel 1998 consegue il Dottorato Europeo di Fisiopatologia Respiratoria presso l'Università di Montpellier in Francia. Viene nominato Professione Ordinario di Medicina Respiratoria nella Facoltà di Medicina dell'Università di Palermo. Muore nel 2004 a causa di un male incurabile.

## Studi scientifici e ricerca
Dopo i primi anni di studio presso l'istituto di Malattie Respiratorie dell'Università di Palermo, sotto la guida del prof. Giovanni Bonsignore,   negli anni '90 trascorre lunghi periodi di fruttuosa formazione a Montpellier con Pascal Chanez, Francois-Bernard Michel, Philippe Godard e Jean Bousquet, e completato, nel 1998, una tesi di dottorato europeo su "L'infiammazione et remodellage de l'epitelio dans l'asthme ".
Maurizio Vignola ha pubblicato lavori fondamentali sulla biologia dell'epitelio delle vie aeree nell'asma, studiando l'infiammazione e il rimodellamento su campioni bioptici di pazienti con asma di gravità variabile, da lieve a grave. Le sue osservazioni hanno contribuito a definire la biologia di asma come lo conosciamo oggi, e hanno aperto la strada per il trattamento personalizzato dell'asma.
Durante il periodo 1993-1998, Maurizio Vignola sviluppa la sua carriera e diventa referente per diversi progetti comunitari europei.  Lavora alla ricerca scientifica con Steve Rennard a Omaha (USA), dove concentra i suoi interessi sui meccanismi patogenetici dell'asma grave e della BPCO. Col tempo viene sempre più coinvolto nell'ideare e portare avanti studi clinici molto ampi. Inoltre non esita a prendere posizioni di responsabilità all'interno della comunità scientifica internazionale, aderendo ai comitati globali, come GINA e ARIA, e a varie task force della European Respiratory Society.  Ha sapientemente combinato la ricerca di base con studi clinici, e la sua lista di pubblicazioni, composta da >100 pubblicazioni peer-reviewed, sottolinea chiaramente l'ampiezza del suo interesse.
Al lavoro di Maurizio Vignola si addice il termine di "ricerca traslazionale", cioè studi che possono essere rapidamente trasferiti al contesto clinico e quindi di immediato beneficio per il paziente. Questo tipo di ricerca è l'oggetto di discussione preferito nei congressi, per chiarire il rapporto tra i risultati di laboratorio e le loro possibili applicazioni cliniche.

## Riconoscimenti
L'ERS (European Respiratory Society) ha istituito dal 2007, grazie al contributo della Fondazione Chiesi, l'ERS Best Publication Maurizio Vignola Award for Innovation in Pneumology, che si assegna annualmente durante una cerimonia dedicata nel corso del Congresso Europeo.
L'Ospedale V. Cervello di Palermo gli ha intitolato l'Aula Magna.
Il Comune di Castelvetrano gli ha intitolato il "Piazzale Maurizio Vignola" antistante il Liceo Classico Cittadino.
La SMMS (Società Mediterranea di Medicina dello Sport) dal 2007 organizza una Giornata di Studi denominata "Memorial Vignola" che si tiene annualmente a Castelvetrano.
Il comune di Castelvetrano ha istituito una borsa di studio intitolata a "Maurizio Vignola" che annualmente assegna a due studenti di Castelvetrano meritevoli, iscritti al primo anno della Facoltà di Medicina, e consegnate durante i lavori del "Memorial Vignola".
Dal 2004 è stato istituito a Selinunte il Centro Internazionale “Maurizio Vignola” che ospita l'Associazione “Rotta dei Fenici”, garante dell'Itinerario Culturale Europeo “La Rotta dei Fenici”. Lo scopo è quello di gestire i rapporti con le istituzioni internazionali, europee, nazionali e regionali interessate, ed, in particolare, con l'Istituto Europeo Itinerari Culturali.